# Nancy Travis
Nancy Ann Travis, mais conhecida como Nancy Travis (Nova Iorque, 21 de Setembro de 1961) é uma atriz e apresentadora americana.

## Filmografia
- Malice in Wonderland (1985)
- Harem (TV) (1986)
- Three Men and a Baby (1987)
- Married to the Mob (1988)
- Eight Men Out (1988)
- I'll Be Home for Christmas (TV) (1988)
- Loose Cannons (1990)
- Internal Affairs (1990)
- Air America (1990)
- 3 Men and a Little Lady (1990)
- Passed Away (1992)
- Chaplin (1992)
- The Vanishing (1993)
- So I Married an Axe Murderer (1993)
- Duckman (1994) (TV series) (voice)
- Greedy  (1994)
- Fluke (1995)
- Lieberman in Love (1995)
- Destiny Turns on the Radio (1995)
- Body Language (1995)
- Almost Perfect (TV series) (1995)
- The Real Adventures of Jonny Quest (1996) (TV series) (voice)
- Bogus (1996)
- Gun - Vol.1 (1996)
- Superman: The Animated Series (1998) (voice)
- Work with Me (TV series) (1999)
- To Live For (TV) (1999)
- Running Mates (2000)
- Beyond Suspicion (2000)
- Stephen King's Rose Red (TV mini-series) (2002)
- Becker (TV series) (2002-2004)
- The Sisterhood of the Traveling Pants (2005)
- The Jane Austen Book Club (2007)
- The Bill Engvall Show (2007-2009) (TV series)
- Safe Harbor (2009)
- Last Man Standing (2011-2021)
- The Kominsky Method (2018)